# Germanikeia
Germanikeia (griechisch Γερμανίκεια; latinisiert Germanicia), auch Kaisareia Germanike (Καισαρεία Γερμανική), war eine antike Stadt in der nordsyrischen Landschaft Kommagene, die im heutigen Kahramanmaraş zu lokalisieren ist.
Der Name der Stadt geht auf den Dank König Antiochos IV. von Kommagene an Kaiser Caligula (Gaius Caesar Augustus Germanicus) zurück, der ihn 38 n. Chr. wieder als König von Kommagene einsetzte; die städtische Ärazählung begann dementsprechend 38/39 n. Chr. Im Jahr 72 wurde die Stadt Teil der römischen Provinz Syria.
Im 2. Jahrhundert prägte die Stadt unter Mark Aurel und Commodus Münzen (Beischrift Καισαρέων Γερμανικέων Κομα[γηνῶν]).
In den byzantinisch-arabischen Kriegen des 7./8. Jahrhunderts war die Stadt von Bedeutung, da von dort zwei Passstraßen in das anatolische Hochland führten. 683 wurde sie von den Arabern belagert und eingenommen.
Das Gelände der antiken Stadt ist vollständig überbaut, nur einige römische Mosaike wurden bisher gefunden und befinden sich teilweise im Archäologischen Museum Kahramanmaraş, teilweise in einem über den Funden errichteten kleinen Museum.